# 153-я стрелковая дивизия (3-го формирования)
153-я стрелковая дивизия (153 сд) — воинское формирование (соединение, стрелковая дивизия) РККА в Великой Отечественной войне.
Дивизия участвовала в боевых действиях с 12 июля 1943 года по 9 мая 1945 года
Сокращённое наименование — 153 сд

## История
Сформирована в составе 68-й армии в мае — июле 1943 года на базе 122-й отдельной стрелковой бригады ((2-го формирования) и 136-й отдельной стрелковой бригады в Калининской области в районе Ржева. В составе дивизии — 557-й (майор Федотов), 563-й (майор Зайцев), 566-й (подполковник Тухлин) стрелковые и 1035-й артиллерийский полки. Штаб дивизии располагался в деревне Муравьево, ныне в Ржевском районе Тверской области. 10 июля 1943 года командир дивизии полковник Н. И. Краснов отдал приказ, в котором говорилось, что полки укомплектованы полностью, программа боевой подготовки выполнена, дивизия готова к боям
14 июля 1943 года дивизия выступает на марш с задачей двигаться через Малахово, Пызино, Сычёвку, Меркучево, Лубню-Быково, Вязьму, Семлево и к утру 22 июля сосредоточиться в лесу восточнее населённого пункта Крушинники. Благополучно совершив марш под Крушинники, 28 июля дивизия сменила оборонявшиеся части 208-й стрелковой дивизии Западного фронта, затем с 4 августа передана 5-й армии и участвовала с ней в Смоленской, Спас-Деменской наступательных операциях. С 24 августа входила в 21-ю армию и успешно действовала в Ельнинско-Дорогобужской и Смоленско-Рославльской наступательных операциях. 22 сентября её части перерезали ж. д. Смоленск — Рославль в 30 км юго-восточнее Смоленска и тем самым оказали помощь частям, освобождавшим город. За отличия в этих боях приказом ВГК от 25.09.1943 дивизии было присвоено почётное наименование «Смоленская». С 21 октября она перешла в состав 33-й армии, затем с 8 декабря вновь была передана 5-й армии и вела бои на витебском направлении.
С февраля до июня 1944 года дивизия находилась в резерве Ставки ВГК, затем была включена в 69-й стрелковый корпус 49-й армии 2-го Белорусского фронта и участвовала в Могилёвской и Минской наступательных операциях. За образцовое выполнение заданий командования в боях при форсировании рек Проня и Днепр, прорыв сильно укреплённой обороны противника и освобождение города Могилёв 10 июля 1944 года она была награждена орденом Красного Знамени. В последующем в составе 50-й армии этого же фронта её части участвовали в Белостокской наступательной операции, в ходе которой освободили город Гродно и форсировали реки Неман. За эти бои дивизия была награждена орденом Кутузова 2-й степени (25.07.1944).
В сентябре 1944 года дивизия в составе 50-й армии находилась в обороне на плацдарме на западном берегу реки Неман. В конце октября дивизия, используя успех на правом фланге соседней дивизии 3-го Белорусского фронта в районе Сувалки, перешла в наступление и овладела Августовым. С 22 января 1945 года она в составе 50-й армии перешла в наступление и участвовала в Млавско-Эльбингской наступательной операции. 23 января её части овладели городом Ликк, а 27 января — городом Райн. В последующем дивизия, ведя бои в полосе Мазурских озёр, продвинулась с боями на 135 км и овладела более 60 нас. пунктами. Продолжая наступление и сбивая сильные заслоны противника, она к 7 февраля вышла в район г. Хайльсберг, а к 12 марта подошла к Кёнигсбергу и перешла к жёсткой обороне против его кёнигсбергской группировки. С 8 апреля её части принимали участие в Кёнигсбергской наступательной операции и овладении городом Кёнигсберг. 13 апреля дивизия была передислоцирована в район Нойхаузен — Тиргартен, где находилась до конца войны
25 сентября 1945 года части дивизии, стоявшие более месяца в деревнях под городом Гумбиннен, двинулись походным порядком на железнодорожную станцию Сувалки откуда были отправлены для продолжения службы в Московский военный округ. 10 марта 1946 года дивизия была расформирована.

## Полное название
153-я Смоленская Краснознамённая ордена Кутузова стрелковая дивизия 

## Состав и награды
- 557-й стрелковый Мазурский полк
- 563-й стрелковый ордена Суворова полк

 (5 апреля 1945 года — за прорыв мощной, долговременной, глубоко эшелонированной обороны противника в районе Мазурских озёр)
- 566-й стрелковый Кёнигсбергский ордена Кутузова полк

 (5 апреля 1945 года — за прорыв мощной, долговременной, глубоко эшелонированной обороны противника в районе Мазурских озёр)
- 1035-й артиллерийский Мазурский полк
- 334-й сапёрный батальон
- 654-й отдельный батальон связи (144-я отдельная рота связи)
- 412-й отдельный истребительно-противотанковый дивизион
- 489-я разведывательная рота (237-я разведывательная рота)
- 250-й медико-санитарный батальон
- 162 -я отдельная рота химзащиты
- 534-я автотранспортная рота
- 379-я полевая хлебопекарня
- 849-й дивизионный ветеринарный лазарет
- 1781-я полевая почтовая станция
- 1738-я полевая касса Госбанка.

## Подчинение
| Дата            | Фронт                 | Армия      | Корпус                 | Примечания               |
| --------------- | --------------------- | ---------- | ---------------------- | ------------------------ |
| 01.06.1943 года | Резерв ставки ВГК     | 68-я армия | -                      | -                        |
| 01.07.1943 года | Резерв ставки ВГК     | 68-я армия | -                      | -                        |
| 01.08.1943 года | Западный фронт        | 68-я армия | 62-й стрелковый корпус | -                        |
| 01.09.1943 года | Западный фронт        | 21-я армия |                        | -                        |
| 01.10.1943 года | Западный фронт        | 21-я армия | 69-й стрелковый корпус | -                        |
| 01.11.1943 года | Западный фронт        | 33-я армия | 65-й стрелковый корпус | -                        |
| 01.12.1943 года | Западный фронт        | 33-я армия | 61-й стрелковый корпус | -                        |
| 01.01.1944 года | Западный фронт        | 5-я армия  | 72-й стрелковый корпус | -                        |
| 01.02.1944 года | Западный фронт        | 5-я армия  | 72-й стрелковый корпус | -                        |
| 01.03.1944 года | Резерв ставки ВГК     | 20-я армия | 81-й стрелковый корпус | -                        |
| 01.04.1944 года | Резерв ставки ВГК     | 20-я армия | 81-й стрелковый корпус | -                        |
| 01.05.1944 года | Резерв ставки ВГК     |            | 81-й стрелковый корпус | -                        |
| 01.06.1944 года | 2-й Белорусский фронт |            |                        | -                        |
| 01.07.1944 года | 2-й Белорусский фронт | 49-я армия | 69-й стрелковый корпус | -                        |
| 01.08.1944 года | 2-й Белорусский фронт | 50-я армия | 69-й стрелковый корпус | -                        |
| 01.09.1944 года | 2-й Белорусский фронт |            |                        | -                        |
| 01.10.1944 года | 2-й Белорусский фронт |            |                        | -                        |
| 01.11.1944 года | 2-й Белорусский фронт | 50-я армия | 69-й стрелковый корпус | -                        |
| 01.12.1944 года | 2-й Белорусский фронт | 50-я армия | 69-й стрелковый корпус | -                        |
| 01.01.1945 года | 2-й Белорусский фронт | 50-я армия | 69-й стрелковый корпус | -                        |
| 01.02.1945 года | 2-й Белорусский фронт | 50-я армия | 69-й стрелковый корпус | -                        |
| 01.03.1945 года | 3-й Белорусский фронт | 50-я армия | 69-й стрелковый корпус |                          |
| 01.04.1945 года | 3-й Белорусский фронт | 50-я армия | 69-й стрелковый корпус | Земландская группа войск |
| 01.05.1945 года | 3-й Белорусский фронт | 50-я армия | 69-й стрелковый корпус | -                        |

## Командование

### Командиры
- Краснов, Николай Иванович (18.05.1943 — 07.09.1943), полковник;
- Выдриган, Захарий Петрович (08.09.1943 — 18.09.1943), полковник;
- Краснов, Николай Иванович (19.09.1943 — 07.02.1944), полковник;
- Щенников, Александр Александрович (15.02.1944 — 01.11.1944), полковник;
- Масленников, Николай Кузьмич (02.11.1944 — 11.11.1944), генерал-майор;
- Смирнов, Александр Александрович (26.11.1944 — ??.02.1946), полковник.

### Заместители командира
- Смирнов, Александр Александрович (02.09.1944 — 25.11.1944), полковник.

### Начальники штаба
- Митрополевский Александр Андреевич, полковник (май 1943-январь 1944)
- Кизимиров Александр Яковлевич, полковник (январь 1944-февраль 1946)

## Награды и наименования
| Награда (наименование)             | Дата                                                          | За что награждена |
| ---------------------------------- | ------------------------------------------------------------- | --- |
| Почётное наименование «Смоленская» | Приказ Верховного Главнокомандующего от 25 сентября 1943 года | присвоено за отличие при овладении городом Смоленск — важнейшим стратегическим узлом обороны немцев на Западном направлении |
| Орден Красного Знамени             | 10 июля 1944 года                                             | награждена указом Президиума Верховного Совета СССР от 10 июля 1944 года за образцовое выполнение заданий командования в боях при форсировании рек Проня и Днепр, прорыв сильно укреплённой обороны немцев, а также за овладение городами Могилёв, Шклов и Быхов, проявленные при этом доблесть и мужество.. |
| Орден Кутузова II степени          | 25 июля 1945 года                                             | За успешное выполнение заданий командования в боях с немецкими захватчиками при овладении городом и крепостью Гродно и проявленные при этом доблесть и мужество[5]. |

Личному составу 153-й стрелковой Смоленской Краснознамённой ордена Кутузова дивизии было объявлено пять благодарностей в приказах Верховного Главнокомандующего:
- За форсирование реки Днепр и овладение штурмом крупным областным центром городом Смоленск — важнейшим стратегическим узлом обороны немцев на Западном направлении. 25 сентября 1943 года № 25.
- За форсирование реки Днепр и за освобождение крупного областного центра Белоруссии города Могилёв — оперативно важного узла обороны немцев на минском направлении, а также за овладение городами Шклов и Быхов. 28 июня 1944 года № 122.
- За овладение штурмом городом и крепостью Гродно — крупным железнодорожным узлом и важным укреплённым районом обороны немцев, прикрывающим подступы к границам Восточной Пруссии. 16 июля 1944 года. № 139.
- За прорыв мощной, долговременной, глубоко эшелонированной обороны противника в районе Мазурских озёр, считавшейся у немцев со времён первой мировой войны неприступной системой обороны, и овладение городами Бартен, Дренгфурт, Растенбург, Раин, Николайкен, Рудшанни, Пуппен, Бабинтен, Теервиш, превращёнными немцами в сильные опорные пункты обороны. 27 января 1945 года. № 258.
- За овладение крепостью и главным городом Восточной Пруссии Кёнигсберг — стратегически важным узлом обороны немцев на Балтийском море. 9 апреля 1945 года. № 333.

## Отличившиеся воины дивизии
| Награда | Ф. И. О.                      | Должность                                                      | Звание          | Дата награждения                 | Примечания |
| ------- | ----------------------------- | -------------------------------------------------------------- | --------------- | -------------------------------- | --- |
|         | Алексеенко, Александр Минович | командир пулемётного расчёта 566-го стрелкового полка          | Сержант         | 24.03.1945                       | 27.06.1944 вместе с бойцами преодолел Днепр сев. Могилёва, закрепился на противоположном берегу, отразил многочисленные контратаки противника. Оставшись один у пулемёта, около суток продолжал бой и удержал позицию. 02.07.1944 в числе первых переправился через Березину и пулемётным огнём поддерживал наступление подразделения. |
|         | Ежков, Иван Степанович        | помощник командира стрелкового взвода 563-го стрелкового полка | Старший сержант | 24.03.1945                       | 26.06.1944 в составе группы бойцов переправился через реку Бася у деревни Рудицы (Шкловский район, Могилёвской обл.) и завязал бой за рубеж на правом берегу реки. Исчерпав все другие возможности, отважный воин закрыл телом амбразуру пулемёт, точки противника и ценой собственной жизни содействовал выполнению боевой задачи.    |
|         | Гаршин, Павел Владимирович    | наводчик 120 мм миномёта 563-го стрелкового полка              | Сержант         | 13.11.1944 31.03.1945 27.02.1958 | |
|         | Иванов, Иван Иванович         | разведчик взвода пешей разведки 566-го стрелкового полка       | Ефрейтор        | 21.01.1944 30.01.1944 24.03.1945 | |
|         | Лутай, Фёдор Семёнович        | командир расчёта 45-мм орудия 557-го стрелкового полка         | Сержант         | 15.06.1944 07.01.1945 29.06.1945 | 5 марта 1945 года был тяжело ранен и умер от ран. |
|         | Черепанов, Артём Иванович     | наводчик миномёта в составе 563-го стрелкового полка           | Старший сержант | 24.10.1944 08.03.1945 24.10.1966 | |